# دم‌ماری‌ها
دُم‌ماری‌ها (نام علمی: Ophiogomphus) نام یک سرده از خانواده آسیابک‌های دم‌چماقی است.